# Drtijsko jezero
Drtijsko jezero (po domače »Havaji«) je manjše akumulacijsko jezero oz. tehnološki industrijski bazen pri kraju Drtija blizu Moravč. 
Nastalo je zaradi pridobivanja kremenovega peska na območju, ki je namenjeno za pridobivanje in izkoriščanje rudnin, ki ga je zapolnila voda, skupaj s še enim bazenom v bližini. Drugo jezero so sčasoma zasuli, Drtijsko jezero pa se je zaradi zajezitve bližnjega potoka Stražce močno povečalo in je doseglo površino sedmih hektarjev. Po končanem pridobivanju kremenovega peska, je odkopano področje postalo del tehnološkega sistema za pridobivanje kremenovega peska. Zapolnilo se je z vodo in služi temu, da se v njem usedejo najfinejša zrna kremenove surovine, čista voda pa teče naprej v vodotok. Lokalni prebivalci so se v njem kopali, vzdevek »Havaji« je dobilo zaradi bleščečega kremenčevega peska in čiste vode.
Usedalni bazen je del tehnološkega sistema čistilnih naprav in ker leži v območju za pridobivanje in izkoriščanje mineralnih surovin, je dostop do njega zaradi zagotavljanja varnosti prepovedan. Sedaj se jezero počasi zasipa z odpadnim materialom in peskom. Krajani so leta 2017 ustanovili civilno iniciativo, saj obtožujejo podjetje, da tam odlaga nevarne odpadke in degradira območje, a uradnih dokazov o tem ni.